# Ahmed Dogan
Ahmed Dogan (Pchelarovo, 29 marzo 1954) è un politico bulgaro, leader del Movimento per i Diritti e le Libertà.

## Biografia
Ahmed Dogan nasce il 29 marzo 1954 nel villaggio di Pchelarovo, pur trascorrendo gran parte della sua infanzia nel villaggio Muzikanti, da una famiglia di etnia turca.

## Carriera politica
Nel 2004 è stato insignito dal Presidente Georgi Părvanov con la Stara Planina di I grado per i contributi alla pace etnica e alla democrazia in Bulgaria. Successivamente, Georgi Parvanov lo ha insignito membro dell'Ordine Vasil Mrachkov Cirillo e Metodio.
Durante la campagna elettorale per le elezioni parlamentari in Bulgaria del 2009, quando era capo della forza politica al potere dal 2001 sino al 2009, ha dichiarato in una manifestazione nel villaggio di Kochan di aver distribuito "parte dei fondi" al Paese.
Il 19 gennaio 2013, durante il congresso del partito, è stato oggetto di un fallito attentato. Un giovane di etnia turca con precedenti penali, Oktay Enimehmedov, gli si avvicinò puntandogli una pistola a gas a pochi centimetri dalla testa (a questa distanza poteva essere mortale), ma l'arma si inceppò. L'attentatore venne immediatamente immobilizzato, anche per la reazione pronta di Dogan che riuscì a divincolarsi. Il deputato socialista Anton Kutev ipotizzò che l'attentato potesse essere una messa in scena "i cui moventi andrebbero cercati nelle lotte intestine in seno al DPS".